# Esperanza kommun, Dominikanska republiken
Esperanza är en kommun i Dominikanska republiken.   Den ligger i provinsen Valverde, i den nordvästra delen av landet, 170 km nordväst om huvudstaden Santo Domingo. Antalet invånare i kommunen är cirka 62 000.
Terrängen i Esperanza är varierad.